# Pierre Vernier (skådespelare)
Pierre Vernier, egentligen Pierre Louis Rayer, född 25 maj 1931 i Saint-Jean-d'Angély, Charente-Maritime, död 9 oktober 2024 i Vic-Fezensac, Gers, var en fransk skådespelare. Han debuterade med filmen Claude Chabrol, men det var med följetongen Rocambole, baserad på Pierre Ponson du Terrails bok, som han blev känd. Sedan dess spelade han med flera stora regissörer: Henri Verneuil, André Delvaux, Joseph Losey, Claude Lelouch, Jean-Daniel Verhaeghe med flera. Han spelade flera gånger tillsammans med sina vänner Jean-Paul Belmondo och Jean-Pierre Marielle, både teater och film.
Vernier spelade huvudrollen i filmen Adjö, de Gaulle som hade premiär 2009.